# La maestrina (film 1913)
La maestrina (titolo alternativo: L'arma degli vigliacchi) è un film muto italiano del 1913 diretto da Baldassarre Negroni.